# Emerson Damasceno
Emerson Maia Damasceno (Fortaleza, 23 de setembro de 1971) é um advogado brasileiro formado em Direito pela Universidade de Fortaleza em 1996. Atualmente, é presidente da Comissão Especial de Defesa da Pessoa Autista do Conselho Federal da Ordem dos Advogados do Brasil  e da Comissão de Defesa da Pessoa com Deficiência da OAB do Ceará, tendo sido o representante do Brasil e da OAB nacional durante 3 anos na conferência da Organização das Nações Unidas (ONU) sobre direitos das pessoas com deficiência.
Emerson também foi integrante do departamento de futebol do Ceará Sporting Clube, trabalhando no departamento jurídico do clube, além de ter empresariado atletas como o atacante Mota. Foi, ainda, o idealizador e criador do Desencontro, evento de cultura digital realizado na cidade de Fortaleza nos anos de 2011 e 2012.

## Paraplegia
Em março de 2014, enquanto fazia um treino de preparação para o IronMan Fortaleza, Emerson foi atropelado durante um treino de ciclismo, sofrendo uma lesão que o deixou paraplégico. Em entrevista para o programa Fantástico da Rede Globo em julho de 2023, Emerson falou desse acidente e dos desafios de ser uma pessoa cadeirante no país:
| “ | A gente tem uma dificuldade muito grande no Brasil ainda, principalmente na acessibilidade urbanística, direito básico de ir e vir. | ” |

Emerson representou a OAB em diversos eventos nacionais e internacionais ligados a direitos humanos e pessoas com deficiência, como as Conferências de Convenção sobre os Direitos das Pessoas com Deficiência (CDPD) realizadas anualmente pela ONU. Na edição de junho de 2024 da CDPD, denunciou ameaças que foram feitas contra a vida da ativista dos direitos das mulheres Maria da Penha. Emerson também foi um dos idealizadores da primeira Campanha Nacional contra o Capacitismo no âmbito judiciário, lançada em evento organizado pelo Conselho Nacional de Justiça (CNJ) e pelo Supremo Tribunal Federal (STF).
Sobre suas atividades de combate ao capacitismo estrutural, Emerson declarou, em depoimento dado à CNN Brasil ao comentar o Novo Plano Nacional dos Direitos da Pessoa com Deficiência lançado pelo Governo Federal em novembro de 2023:
| “ | A sociedade é para todas as pessoas, não apenas pessoas sem deficiência. A diversidade é o que nos torna ricos. | ” |